# Adéla Savojská (1154)
Adéla Savojská (francouzsky Adélaïde de Savoie; 1092? – 18. listopadu 1154, Montmartre) byla francouzskou královnou původem ze savojské dynastie.

## Cesta na francouzský trůn
Narodila se jako dcera Humberta Savojského a jeho manželky Gisely Burgundské. Byla také neteří budoucího papeže Kalixta II.
Koncem března 1115 se provdala za krále Ludvíka a mladá královna se stala nejen matkou mnoha synů, ale také významným hybatelem událostí na pařížském dvoře o čemž svědčí datace královských listin, kde jsou uvedeny roky Adéliny vlády. Od roku 1119 byla zprostředkovatelem vztahů mezi královstvím a papežstvím.
Po manželově smrti roku 1137 musela královna vdova opustit dvůr a její místo po boku mladého následníka zaujal opat Suger. Adéla se poté znovu roku 1141 provdala za francouzského konetábla Matouše z Montmorency a porodila mu jednu dceru. 
Roku 1152 založila ženský benediktinský klášter v Saint-Jean-aux-Bois a o rok později opustila svého muže a odešla do benediktinského kláštera na Montmartru, který založila společně se svým synem králem. 
Adéla Savojská zemřela v listopadu 1154 v montmartreském klášteře a byla pohřbena v tamním kostele sv. Petra.